# Карпово (Рязанская область)
Карпово — деревня в Клепиковском районе Рязанской области. Входит в состав Болоньского сельского поселения.

## География
Находится в северной части Рязанской области на расстоянии приблизительно 12 км на запад-юго-запад по прямой от районного центра города Спас-Клепики.

## История
В 1859 году здесь (тогда деревня Рязанского уезда Рязанской губернии) было учтено 10 дворов, в 1897 — 22. 

## Население
Численность населения: 72 человека (1859 год), 164 (1897), 1 в 2002 году (русские 100%), 2 в 2010.